# Narama

Oficjalny herb wsi od 2013 r.

Narama – wieś w Polsce położona w województwie małopolskim, w powiecie krakowskim, w gminie Iwanowice.
Od roku 1954 do 1961 była siedzibą Gromady Narama, w powiecie miechowskim.
W latach 1975–1998 miejscowość administracyjnie należała do województwa krakowskiego.

## Historia
Południowe tereny obecnej Wyżyny Krakowsko-Częstochowskiej, w tym Dolina Prądnika, były zamieszkałe już od kilkuset tysięcy lat. Naturalne obiekty mieszkalne w postaci jaskiń i schronisk skalnych, obfity surowiec krzemienny oraz urozmaicona rzeźba terenu, stwarzająca dogodne warunki obronności przyciągały człowieka na te tereny już w paleolicie (starsza epoka kamienia). Świadczą o tym chociażby znaleziska w Ojcowie i jego okolicach.
W Naramie jest dziewięć stanowisk archeologicznych z okresu neolitu w Europie Środkowej. Stanowiska archeologiczne z tego okresu są nie tylko w Naramie, ale także w okolicach (Ojców, Iwanowice, Sąspów itd.). Odkryto w nich m.in. kopalnie i pracownie kamieniarskie, zwłaszcza krzemienia, który służył do wyrobu narzędzi i krzesania ognia.
Historia ziemi krakowskiej, Krakowa, a więc i Naramy leżącej niedaleko Krakowa jest trochę inna niż innych regionów Polski, a zwłaszcza Księstwa Polan i jego władcy Mieszka! Późniejsza „ziemia krakowska” jest tożsama z wcześniejszym terytorium średniowiecznego słowiańskiego plemienia „Wiślan”. Chrześcijaństwo na terenie plemienia Wiślan istniało co najmniej 100 lat wcześniej niż od 966 roku, kiedy Mieszko, książę Polan został ochrzczony.
Po przejęciu ziemi krakowskiej z rąk czeskich przez Bolesława Chrobrego Kraków, dawna stolica państwa Wiślan stała się siedzibą biskupstwa, a z czasem została stolicą I Rzeczypospolitej.
Początki wsi Narama związane są z dziejami szlacheckiego rodu Nowina.
Według przekazów historycznych jeden z głównych książąt polskich znany jako Bolesław Krzywousty, w 1121 roku nadał herb „Nowina” jednemu ze swoich wojów, za to, że ten w walce uratował mu życie. Ponieważ w wojskowym obozie był odpowiedzialny za pilnowanie kotła, w którym gotowano jedzenie, na tarczy herbowej znajduje się ucho od kotła i miecz. Ponieważ w walce stracił nogę, również w herbie znalazła się złota noga w zbroi rycerskiej.
Nazwa wsi pochodzi od występującego w średniowieczu imienia Naram Imię Naram miało swoje źródło w języku słowiańskim i oznaczało kogoś, kto był gwałtowny, namiętny, potężny, i odznaczający się ponadprzeciętną siłą (zob:Aleksander Brückner-Słownik etymologiczny języka polskiego.)
Od nazwy miejscowości, część rodu „Nowina”, która mieszkała i gospodarzyła w Naramie przyjęła nazwiska Naramski, Narembski i Narębski. Oznaczało to, że posiadacz tego nazwiska pochodził z tej miejscowości: np. w języku łacińskim jeden z właścicieli zapisywany był jako Andreas de Narama, a w języku polskim jako Andreas Naramsky (Andrzej Naramski). Wieś od początku zapisywana była jako „villa” Narama”. W tym okresie zmienność zapisywania nazw i nazwisk była dość znaczna, dlatego, kiedy modyfikowany był zapis nazwy miejscowości, w ślad za tym modyfikowany był również zapis nazwiska dziedzica.
Pierwsze odnalezione pisemne zapiski dotyczące Naramy datowane są na rok 1360. Więcej informacji dotyczących tej wsi zawarte jest w zapisach powstałego ok. 1374 Sądu Ziemskiego Krakowskiego. Z dokumentów tego Sądu z 1388 roku wynika, że poszczególne części Naramy (gospodarstwa kmiece) były w tym czasie w rękach różnych szlacheckich właścicieli, którzy nieustanie podejmowali działania na tym majątku.
W 1407 roku Heldwig herbu „Nowina”, określający się jako z Marszowic, Przybysławic i Naramy, spłacił wszystkich współwłaścicieli majątku i w ten sposób stał się jedynym właścicielem całej Naramy.
W 1440 roku także Narama została wymieniona w kronice Jana Długosza pod tytułem „Liber beneficiorum”. Oznaczono ją jako „curia militaris”, czyli budowla lub osada o charakterze wojskowym, której właścicielem był „Andreas Naramsky, nobilis de domo Nowina”
```
Et primo habet decimam manipularem in Narama sub parochial ecclesiae de Korzkyew sita, cuius haeres Andreas Naramsky, nobilis de domo Nowina. Item est ibi una curia militaris. Item est ibi una curia militaris quae de agris suis praedialibus decimat plebano et ecclesiae de Korzkew.” (
„Liber beneficiorum”
)
```

Właściciele Naramy byli rycerzami podległymi władcy Polski. Dlatego też, kiedy król Polski prowadził wojnę, byli zobowiązani nie tylko wziąć w niej udział, ale także odpowiednio uzbroić siebie oraz swoich podwładnych. Ponieważ w Naramie było coraz więcej szlacheckich potomków właścicieli, z powodów ekonomicznych wielu z nich emigrowało z niej. Kupowali, dostawali w nadania lub dzierżawili ziemię w innych częściach Rzeczypospolitej lub krajów ościennych, a także zostawali żołnierzami, kształcili się i zostawali uczonymi lub wybierali stan duchowny.
Emigrując z Naramy „zabierali” ze sobą nawisko „de Narama” „z Naramy”, czyli Naramski. Stąd to nazwisko można spotkać nie tylko w Polsce, Litwie, Białorusi czy Ukrainie, ale praktycznie na wszystkich kontynentach.
Od nazwy Narama wywodzi się również odmiana nazwiska Narębski lub Narembski. Wynika to z tego, że dopiero w latach 1514–1515 została wydana książka „Orthographia seu modus recte scribendi et legendi Polonicum idioma quam utilissimus” w której określono zasady polskiej ortografii. Oprócz innych liter ze znakami diaktrycznymi wprowadzono również „ę” na oznaczenie samogłoski nosowej „en, em”. Litera ę (e z ogonkiem) była używana w języku łacińskim od XII wieku jako „E caudata”, dla oznaczania „æ” (czyli dźwięku pośredniego pomiędzy „a” i „e”). Zatem przed 1515 rokiem zapisane nazwisko Naręmski należało jako „Naræmski”, ale już po reformie ortografii Naręmski czytało się jako Naremski lub Narębski z nosowym „ę”. Litera „b” wstawiona do nazwiska wynika ze specyficzności dialektu krakowskiego.
W 1581 roku Stanisław Narębski (Naramski) podzielił Naramę na dwie równe części i obdarował swoich synów Stanisława jr. i Jana. Obydwaj bracia mieli z tego majątku spłacić swoją siostrę Dorotę.
W 1600 roku Krzysztof Narębski (Naramski) h. Nowina, syn Stanisława jr. właściciel połowy gruntów Naramy, swoją część zapisał drogą darowizny szwagrowi Łukaszowi Lobeskiemu (Łobeskiemu), wraz z prawem przedstawiania kandydata na proboszcza kościoła w Korzkwi. Obdarowany Łukasz Lobeski, w tym samym roku, w ramach rozliczeń, darował tę część Naramy Pawłowi Żydowskiemu, właścicielowi części sąsiednich Owczar (również w parafii korzkiewskiej).
W 1617 roku Paweł Żydowski, na terenie darowanej części wsi, wybudował drewniany kościółek. Świątynię konsekrował 14 lipca 1654 roku biskup Wojciech z Lipnika Lipnicki.
Ponieważ Paweł Żydowski nie miał spadkobierców, w 1618 roku, w zamian za opiekę, swoje włości w Naramie zapisał zakonowi karmelitów trzewiczkowych w Krakowie na Piasku. Zmarł 1625 roku i został pochowany w kościele w Naramie, gdzie do dziś spoczywa. Właściciel drugiej połowy Naramy, Jan Narembski (Naramski) h. Nowina, był żołnierzem, rotmistrzem (dowódcą) oddziału (roty) piechoty. Również bezpotomny, a ponieważ blisko współpracował z zakonem dominikanów w Krakowie, więc idąc wzorem Pawła Żydowskiego, obdarował swoimi majętnościami właśnie tez zakon. W ten sposób od 1625 roku do 1864 wieś Narama była wsią klasztorną. Jedna jej połowa należała do zakonu karmelitów, a druga połowa należała do zakonu dominikanów.
W roku 1716 karmelici odkupili od dominikanów ich część i stali się posiadaczami całej Naramy. Utrzymywali księdza, wypełniając ostatnią wolę dziedzica Pawła Żydowskiego.
W karmelitańskim Inwentarzu (opisie) wsi Narama z 1789 r. zapisano, że w Naramie był kościół pod wezwaniem Św. Wojciecha Biskupa i Męczennika, który otoczony był cmentarzem o wymiarach: długość 18, szerokości 13,5 sążni. Jeden sążeń nowopolski obowiązywał w Królestwie Polskim w latach 1819–1848, był równy 1,728 współczesnego metra i dzielił na 3 łokcie, 6 stóp, 72 cale, 864 linie.
W 1795 r. nastąpił III rozbiór Polski pomiędzy Rosję, Prusy i Austrię. Po rozbiorach Narama znalazła się pod zaborem rosyjskim, natomiast Kraków, a więc i Klasztor OO Karmelitów na Piasku, do którego należała Narama, był pod zaborem austriackim. Z powodu granicy i komory celnej pojawiły się spore utrudnienia w zarządzaniu majątkiem w Naramie.
W 1827 r. w Naramie było 22 zagród z domami w których mieszkało 116 mieszkańców. Natomiast Folwark Narama miał 262 morgi gruntów ornych i ogród, 242 morgi pastwisk, 5 mórg nieużytków, 15 mórg placów; 12 budynków z drewna, płodozmian był 7- i 12-polowy. W Naramie znajdował się również las, którego własnością był zakon. Z tego lasu pobierano drewno na rozbudowę domów i obejść, oraz zbierano wiatrołomy i chrust na opał. Eksploatowane były również pokłady kamienia wapiennego.
W 1864 roku, w ramach retorsji za wsparcie dla Powstania Styczniowego, władze rosyjskie, skonfiskowały cały majątek zakonu usytuowany w Cesarstwie Rosyjskim i zmusiły zakonników do opuszczenia Naramy.
W latach 1864–1865 roku w Naramie przeprowadzony został proces uwłaszczenia włościan. Pozostałą po uwłaszczeniu część majątku zakonu carska administracja sprzedała w 1880 roku za ok. 13 000 rubli w srebrze ostatniemu dzierżawcy majątku Henrykowi Chrzanowskiemu herbu Korab, który posiadał już folwark w Szczodrkowicach. Z kolei na początku XX w. ziemię i dwór w Naramie tenże oddał jako wiano swojej siostrze, która poślubiła Józefa Russockiego i wspólnie z nim gospodarowała. W 1935 roku Józef Russocki zmarł i jego spadkobiercy, mając inne posiadłości, sukcesywnie wyprzedawali naramski majątek.
Po sprzedaży dużej jego części, po przejęciu władzy przez komunistów, majątek miał mniej niż 50 ha, więc nie podlegał parcelacji. Ostatnia transakcja sprzedaży dokonana przez spadkobierców Józefa Russockiego miała miejsce w 1947 roku. Natomiast budynek dworu został przejęty na potrzeby Gromady Narama, a po likwidacji gromady wraz z działką gruntową został sprzedany. Ostatecznie budynek dworu został rozebrany w 2021 roku.
Po opuszczeniu wsi przez Karmelitów drewniana Świątynia praktycznie nie miała gospodarza, bowiem w 1869 r. rosyjscy urzędnicy wprowadzili faktyczny zakaz odprawiania Mszy w Naramie. Kościółek więc popadł w ruinę, tak, że nawet przeniesiono z Naramy do Korzkwi kielich, ornaty i wiele innych rzeczy potrzebnych kapłanowi do odprawienia Mszy Św. Od czasu do czasu przyjeżdżał do kościółka ksiądz z Korzkwi, na którego terenie leżała Narama.
Sytuacja zmieniła się po rewolucji 1905 roku, kiedy po osłabieniu carskiej władzy stało się możliwe odprawianie Mszy Św. raz w roku z okazji odpustu na Św. Wita. Natomiast od 1914 roku, po wybuchu I Wojny Światowej i całkowitym wyparciu Rosjan przez wojska austro-węgierskie, Msza Św. była odprawiana raz w roku.
W roku 1918 biskup kielecki Augustyn Łosiński utworzył (erygował) w Naramie parafię pw. Matki Bożej Szkaplerznej. Wydzielono ją z macierzystej parafii Korzkiew oraz z części parafii Smardzowice, Minoga, Iwanowice i Więcławice. W momencie erygacji w Ołtarzu Głównym Kościoła Parafialnego znajdował się już Obraz Matki Boskiej Szkaplerznej, natomiast wcześniejszy Obraz Główny, czyli XVII wieczny obraz Św. Wojciecha, stał się zasłoną dla Obrazu Matki Boskiej Szkaplerznej.
Pierwszym administratorem, a potem proboszczem utworzonej Parafii w Naramie był ks. Stefan Marzec. Kiedy obejmował naramska parafię miał 29 lat.
W latach 1918–1920 kościółek został rozbudowany według projektu Wacława Kryńskiego, a także wzniesiona została plebania. Również parafianie wspólnie z dziedzicem folwarku w Naramie zaopatrzyli parafię w 14 morgów ziemi, oraz wybudowane zostały budynki gospodarcze, aby ksiądz miał się z czego utrzymać. W 1938 r. do kościółka dobudowano kaplicę według projektu Franciszka Mączyńskiego.
W roku 1922 r. staraniem mieszkańców i ówczesnego księdza proboszcza Stefana Marca powstały dwie klasy szkoły powszechnej w dzierżawionych izbach budynku gospodarczego Władysława Kurtyki. Kierownikiem szkoły został Tadeusz Piech. Po pożarze szkoła działała w „organistówce”, następnie w domu Ignacego Kluzka i jego żony Marii z Wieczorków. Ponieważ w Naramie była już pięcioklasowa szkoła powszechna, dlatego dla dalszego kształcenia niektóre dzieci chodziły do siedmioklasowej szkoły w Michałowicach. W 1932 roku do Michałowic chodziło 12 dzieci z Naramy i Kopaniny. Kontynuatorką ówczesnej szkoły jest obecnie Publiczna Szkoła Podstawowa im. Świętej Jadwigi Królowej z Oddziałem Przedszkolnym w Naramie.
W 1925 została utworzona Kasa „Stefczyka”. Oprócz mieszkańców Naramy do Kasy należeli również mieszkańcy okolicznych miejscowości. Przewodniczącym Zarządu został ks. Stefan Marzec, a przewodniczącym Rady Nadzorczej został Tadeusz Piech. Obecnie kasa już nie istnieje.
Natomiast w 1926 roku z inicjatywy księdza Stefana Marca i kierownika szkoły Tadeusza Piecha powstała Straż Ogniowa. Prezesem został ks. Stefan Marzec, a naczelnikiem Tadeusz Piech. W 2021 roku Ochotnicza Straż Pożarna Narama weszła w struktury Krajowego Systemu Ratownictwa Gaśniczego.
W 1928 roku z powodu gęstej i w większości drewnianej zabudowy wybuchł pożar, który doszczętnie zniszczył wieś. Po pożarze przeprowadzono komasację gruntów, którą zakończono w 1932 roku, Narama stała się bardziej rozległa, z rozproszoną zabudową, dlatego też dla orientacji przestrzennej we wsi dużego znaczenia nabrały nazwy poszczególnych przysiółków: Kolonia, Łaziec, Ustki, Podgórz, Odole, Białe Drzewo, Pod Lasem, Za Lasem, Zapuszcze, Pierdółka, Nadlipie, Pod Kopcem, Pod Tuleją, Za remizą itp.
Z pożogi ocalał kościół. Już po pożarze, aby zapewnić mieszkanie dla służby kościelnej, następca ks. Stefana Marca, ks. Wacław Ptaszyński, wspólnie z parafianami zbudował organistówkę, a także zakupił organy oraz utworzył orkiestrę parafialną. Do 1939 roku orkiestrą dyrygował Władysław Nawrot, w latach 1946–1947 Franciszek Czerw, od 1956-72 jego syn Julian Czerw. Następnie Józef Ziębiec, a obecnie dyrygentem jest Jerzy Piekara. W tym samym 1932 roku rezydujący przez pewien czas na plebanii ks. dr Jan Piskorz założył koło ministrantów.
W 1936 roku na zebraniu wiejskim zrodził się pomysł budowy szkoły. Kamień węgielny pod budowę został poświęcony 3 września 1938 roku, ale budynek całkowicie wykończono dopiero w 1945 roku.
W czasie II wojny światowej na terenie Naramy (w leśniczówce) był punkt partyzancki Inspektoratu Rejonowego AK „Michał-Maria” z siedzibą w Miechowie. Bolesław Michał Nieczuja-Ostrowski: Inspektorat AK „Maria” w walce. Z dziejów Inspektoratu Rejonowego „Miś”, „Michał”, „Maria”, ZWZ ziemi miechowskiej, olkuskiej i pińczowskiej. t. II cz. 2. Elbląg: Nakład własny, 2007.
W grudniu 1942 roku Niemcy, tuż po nabożeństwie urządzili łapankę przy kościele w Naramie. W wyniku łapanki na pakę ciężarówki wsadzili kilkanaście kobiet, które zawieziono do remizy w Iwanowicach, skąd uwolnili je partyzanci podziemnej Armii Krajowej.
W tym samym roku Niemcy zrabowali dwa dzwony kościelne, jeden o wadze 254 kg, drugi o wadze 114 kg. Została tylko mała sygnaturka.
Od wiosny 1944 do ostatniej niedzielę sierpnia stacjonujący w Naramie oddział Armii Krajowej o kryptonimie „Żelbet” pod dowództwem porucznika „Gołębia” (Adam Żuwała), do którego się wycofał po bitwie z Niemcami koło wsi Barbarka i pacyfikacji tej miejscowości przez okupantów, dostał rozkaz przeniesienia się na inny teren. Dlatego przed wymarszem na nowy teren działania, kilkuset partyzantów w szyku i pełnym uzbrojeniu przymaszerowało na mszę świętą do kościoła parafialnego w Naramie, żegnając się w ten sposób z lokalną społecznością i polecając się Bogu na dalszą drogę.
Zimą tegoż 1944 roku, 18 grudnia, we dworze i koło dworu naramskiego miała miejsce bitwa polskich partyzantów z armią niemiecką. W bitwie tej zginął por. Armii Krajowej Bogusław Kleszczyński z Jakubowic k. Proszowic, a schwytanych rannych żołnierzy polskiego państwa podziemnego Niemcy zabrali na przesłuchania do więzienia w Krakowie.
W latach 1954–1961 istniała gromada Narama. W skład jednostki weszły miejscowości Narama, Krasieniec, Damice i Żerkowice ze zniesionej gminy Iwanowice oraz Kozierów ze zniesionej Gminy Michałowice (miejscowości te wchodziły w skład naramskiej Parafii). Gromadę zlikwidowano 31 grudnia 1961 i włączono do gromady Iwanowice.
W 1967 roku zakończono elektryfikację miejscowości. Elektryfikację przeprowadzono przy znaczącej i społecznej pracy mieszkańców.
1969 r. w Naramie powstało Koło Gospodyń Wiejskich, które działa nieprzerwanie do dziś, a od 1985 roku działa Zespół Folklorystyczny „Naramianki”.
W połowie lat 70. XX w. kościółek w Naramie został wewnątrz gruntownie odrestaurowany. Warto zaznaczyć, że kościółku przechowywany był również obraz Św. Pawła z 1460 roku, autorstwa zakonnika krakowskiego Jana z Nysy. Joannes de Nyssa, czyli Jan z Nysy, jako malarz działał w Krakowie w latach 1455–1470. Pierwotnie dzieło to było skrzydłem ołtarza tryptykowego. Nie wiadomo, w jaki sposób trafiło do Naramy i co się z nim stało.
Naramski kościół był jedną z pereł zabytkowego Szlaku Architektury Drewnianej w Polsce. Niestety 13 stycznia 1980 roku doszczętnie spłonął wraz z całym zabytkowym wyposażeniem. Proboszcz parafii ks. Zdzisław Ligorowski, który w 1974 roku przybył do Naramy jeszcze przed pożarem kościółka, wybudował wcześniej planowaną plebanię, więc stara plebania tymczasowo została przebudowana na kaplicę, w której można było odprawiać nabożeństwa. Rok później rozpoczęto budowę nowego, murowanego kościoła.
W trakcie prac budowlanych, w okolicach ołtarza, potwierdzono faktyczne istnienie grobu Pawła Żydowskiego.
W nowym kościele wybudowano marmurowe ołtarze boczne, wyposażono w 20-głosowe organy, zakupiono figurę Matki Bożej Szkaplerznej, która patronuje świątyni, wykonano w oknach witraże. Z zewnątrz budynek kościoła obłożony jest kamieniem pińczowskim. 9 listopada 1986 r. bp Stanisław Szymecki dokonał poświęcenia nowej parafialnej świątyni. W 2017 roku parafia Narama obchodziła uroczystość 400-lecia kościoła w Naramie. Natomiast w roku 2018 r. przed kościołem ustawiona została figura św. Michała Archanioła, wykonana i ofiarowana parafii przez prof. Marka Dryniaka, którą 29 września 2018 r. poświęcił bp Andrzej Kaleta.
W latach 1980–1990 w Naramie wykonano wodociąg i gazociąg, wybudowano i utwardzono większość dróg, rozbudowano remizę OSP. Większość tych prac wykonano w ramach prac społecznych mieszkańców. Otwarto również linię autobusową MPK o numerze 257 z Krakowa-Kleparza do Naramy.
W 1997 r. rozpoczęto rozbudowę budynku szkoły, którą zakończono w 2006 roku. W 2000 r. Szkoła otrzymała imię Świętej Królowej Jadwigi.
W 2005 roku Rada Gminy Iwanowice podjęła uchwałę w sprawie likwidacji szkoły w Naramie z dniem 31 sierpnia 2005 r. 1 września 2005 r. p. Krzysztof Zadora jako osoba fizyczna utworzył szkołę prywatną, ale o charakterze publicznym, która działa do dziś. W latach 2013–2014 wybudowano i oddano do użytku salę gimnastyczną.
Od 2011 r. następuje dalsza rozbudowa i modernizacja Ochotniczej Straży Pożarnej. W 2014 r. Gmina zakupiła działkę w centrum wsi obok remizy i oddała ją w zarząd OSP Narama.
Na początku pierwszego dziesięciolecia XXI w., w okresie proboszczowania naramskiej parafii przez ks. Józefa Tkacza, za jego zgodą, na tzw. polach księżych wybudowano pełnowymiarowe boisko do piłki nożnej. Następca ks. Józefa Tkacza, ksiądz dziekan Jan Jurkowski podtrzymał decyzję. Boisko zostało wybudowane ze składek, z udziałem wkładu sprzętowego i finansowego lokalnych przedsiębiorców, pracy społecznej pasjonatów futbolu i mieszkańców.
W 2012 r. zostało zarejestrowane Ludowe Towarzystwo Sportowe „Novi” Narama, którego członkami są mieszkańcy miejscowości wchodzących w skład Parafii Narama. Aby pomóc nowo powstałemu klubowi sportowemu w 2014 władze gminy podjęły decyzję o ograniczeniu powierzchni budynku przepompowni do niezbędnego minimum i przeznaczeniu pozostałej powierzchni dla potrzeb LTS „Novi” Narama.
6 marca 2013 roku, Rada Gminy Iwanowice, uchwałą nr XXXI/212/2013, przychyliła się do wniosku mieszkańców i podjęła uchwałę w sprawie nadania miejscowości herb „Nowina”, czyli szlacheckiego znaku rodowego prawdopodobnych jej założycieli. Natomiast 26 października 2016 w taż Rada Gminy Iwanowice podjęła uchwałę w sprawie nadania nazw ulic dla dróg wewnętrznych w miejscowości Narama.
W 2018 r. została zarejestrowana fundacja „Novist” działająca aktywnie na rzecz lokalnej społeczności.
W 2021 r. kupiono nowy samochód strażacki dla Ochotniczej Straży Pożarnej, a grudniu tego samego roku OSP Narama weszła do Krajowego Systemy Ratownictwa Gaśniczego, choć formalnie jest strażą ochotniczą i dobrowolną, ale ze względu na wysoki stopień wyszkolenia i wyposażenia w sprzęt ratowniczy, może w pełni współdziałać z jednostkami straży państwowej.
W Naramie obecnie funkcjonują:
- parafia pw. Matki Bożej Szkaplerznej w Naramie,
- Publiczna Szkoła Podstawowa im. Świętej Jadwigi Królowej z Oddziałem Przedszkolnym w Naramie,
- Ochotnicza Straż Pożarna-KSRG Narama,
- Ludowe Towarzystwo Sportowe „Novi” Narama z sekcją męską, żeńską i młodzieżową,
- Orkiestra Dęta „Naramianka”,
- Koło Gospodyń Wiejskich,
- Zespół Śpiewaczek Ludowych „Naramianki”,
- Fundacja „Novist”,
- i inne[19].

Na terenie parafii, w Owczarach, w tamtejszym domu pomocy społecznej znajduje się kaplica pw. Matki Bożej Częstochowskiej, wzniesiona w 1980 r.
Z parafii pochodzą m.in. dwukrotny generał zakonu paulinów o. dr Józef Stanisław Płatek, o. Stanisław Turek – wieloletni przełożony Klasztoru na Skałce w Krakowie, a także o. Stefan Woźniczka, który posługuje w tzw. Amerykańskiej Częstochowie.